# Лука Кордеро ди Монтедземоло
Маркиз Лука Кордеро ди Монтедземоло (на италиански: Luca Cordero di Montezemolo) е италиански бизнесмен, президент и изпълнителен директор на „Ферари“, президент на „Мазерати“ и председател на „Фиат“.

## Биография
Роден е на 31 август 1947 г. в Болоня, Италия.
Завършва право в Римския университет „Ла Сапиенца“ (1971) и магистратура по международно търговско право в Колумбийския университет в Ню Йорк.
Кара кратко време за Ланча Рали, но се издига, когато отива във ФИАТ. През 1973 г. ФИАТ го местят във Ферари, където той става асистент на Енцо Ферари, а през 1974 г. – мениджър на Ферари. През 1975 г. освен с Ферари, той е помолен да поеме всичко, свързано с ФИАТ. През 1977 г. става старши мениджър на ФИАТ.
През 1991 г. председателят на Фиат го прави президент на Ферари, тъй като Енцо Ферари почива.
През 2004 г. става президент на италианския бизнес Конфиндустрия (Генерална конфедерация на италианската индустрия) – основната представителна организация на италианските преработвателни компании и такива за услуги. Дни по-късно той е назначен за председател на ФИАТ поради смъртта на Джани Анели.
Президент е на Италианска федерация за издателите на вестници и вицепрезидент на ФК „Болоня“.